# Битва при озере Кули-Малик
Би́тва при о́зере Кули́-Мали́к — кульминация многолетнего военно-политического противостояния между узбеками-Шейбанидами и тимуридом Бабуром, которая состоялась в апреле 1512 года в Мавераннахре, при озере Кули-Малик (возможно нынешний Тудакуль), недалеко от Бухары.
В самом начале 1511 года, Бабур пользуясь хаосом и бунтами после смерти Шейбани-хана, в ходе своего военного похода завоевывает Гиссар, далее двигается на запад, и уже летом того же года Бабуром была захвачена Бухара, которая являлась одним из важнейших городов Шейбанидов. В ходе этого похода, к армии Бабура присоединяются большое количество людей, которые считают его легитимным правителем Мавераннахра. В октябре того же года Бабур завоевал Самарканд. Бабуром в самаркандской мечети специально была зачитана хутба в честь Исмаила Сефеви, которая возмутила суннитов Самарканда. Тимурид Бабур считал Самарканд родиной своего предка Тимура.
Шейбаниды колебались насчет ответной войны с Бабуром, в решающий момент представители суннитского духовенства убедили их взять на себя честь защитить основы суннитской веры. В это время, Убайдулла-хан, правитель Самарканда Мухаммад Тимур-Султан, правитель Ташкента Суюнчходжа-хан, а также правитель Ферганы Джанибек-Султан бежали на север, в город Туркестан, где их принял местный правитель Кучкунджи-хан.

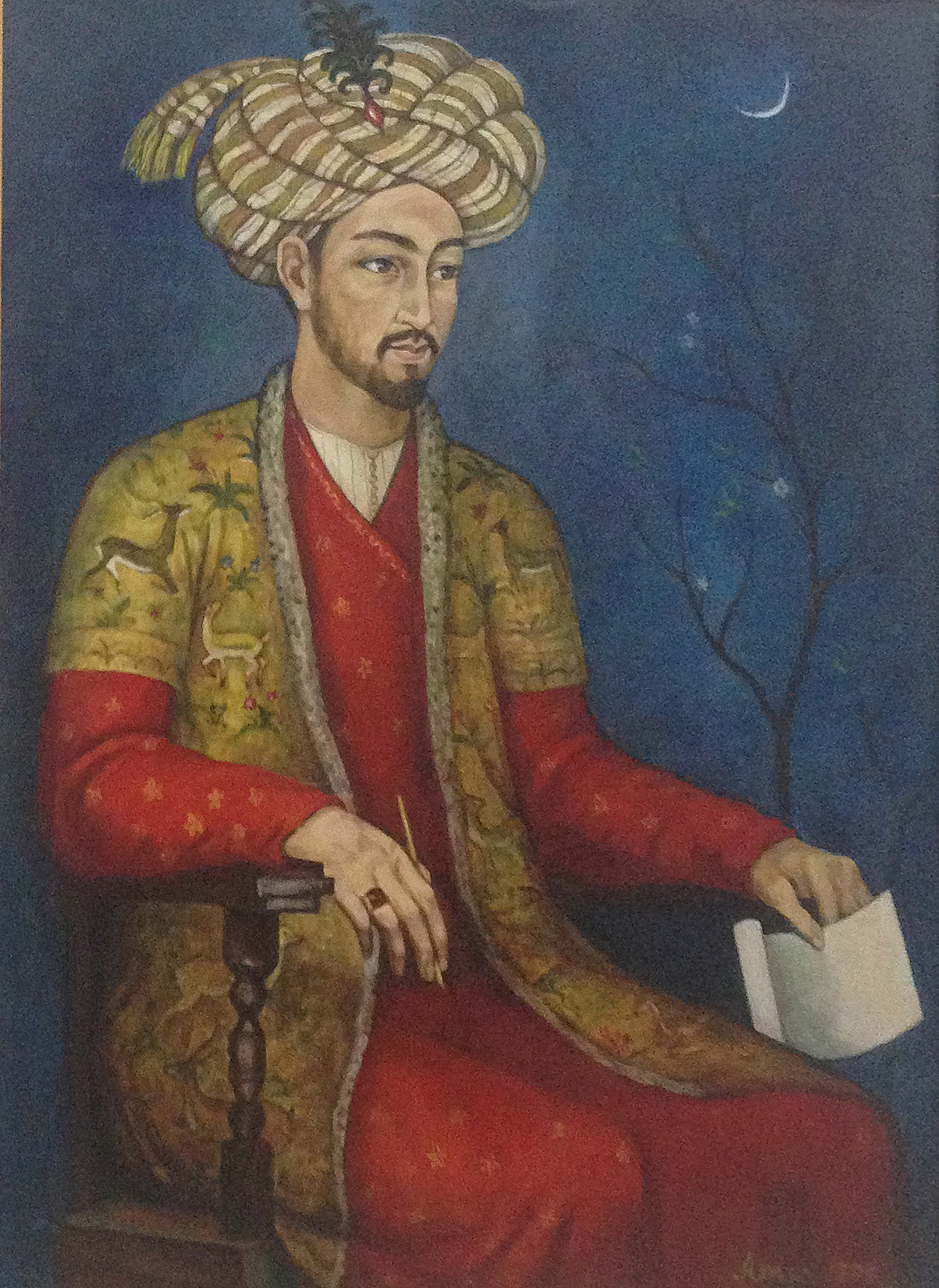
Тимурид Бабур

Активнее всего за реванш выступал правитель Бухары в изгнании — Убайдулла-хан. В апреле 1512 года в Туркестане он собрал на площади у мавзолея Ходжа Ахмеда Яссави народ, призвал их к войне, и публично поклялся о том, что «несомненно вернет священный Мавераннахр». Из Шейбанидов, его поддерживали лишь правители Самарканда и Ферганы — Мухаммад Тимур-Султан и Джанибек-Султан соответственно. У остальных Шейбанидов в это время был пессимистичный настрой.
Вышеупомянутые три правителя организовали объединённый военный поход на юг, и форсировали через реку Сейхун (ныне Сырдарья). В конце апреля 1512 года трёхтысячная объединённая армия под командованием Убайдулла-хана прибывает к городу Гиждуван, осадив город, подчиняет его, и через короткое время достигает Бухары и начинает осаду города. Наместник Бухары сразу же отправляет к Бабуру в Самарканд гонцов с вестью об осаде города узбеками. Бабур собирает в Самарканде сорокатысячную армию и отправляется на запад, для освобождения Бухары. Бабура в этом противостоянии подерживал Исмаил Сефеви — шах Государство Сефевидов. Шейбаниды во главе с Убайдулла-ханом узнали о большой подмоге противника из Самарканда во главе с самим Бабуром, и пошли на хитрость. Они неожиданно для бухарцев и оборонявших город, отступили на северо-запад, и сделали вид что бегут в панике. К северо-западу от Бухары находится Хорезм, и оборонявшие Бухару войска подумали, что они отступают к дороге ведущая в Хорезм. Наместник Бухары отправляет к мчащемуся в Бухару Бабуру гонцов с радостной вестью, о том, что «узбеки отступили». Бабур со своим сорокатысячным войском успокаивается, но все же продолжает держать путь в Бухару для надежной защиты от возможной повторной атаки противника. В это время Убайдулла-хан со своим трёхтысячным войском вовсе не отступал в Хорезм, а прятался в пустыне Кызылкум, в относительной близости от Бухары. В это время к армии Убайдулла-хана примкнуло несколько тысяч недовольных Бабуром людей. Между тем, Бабур спокойно приближается к Бухаре, достигает берегов озера Кули-Малик (вероятно, это древнее название озера Тудакуль) через Маликрабат, и в это время из степи неожиданно для самого Бабура и его армии появляется многочисленное войско во главе с Убайдулла-ханом и нападает на армию Бабура. В ходе ожесточенных боев, армия Бабура потерпела сокрушительное поражение, и с малочисленным уцелевшим войском Бабур отступил обратно на восток, в Самарканд.

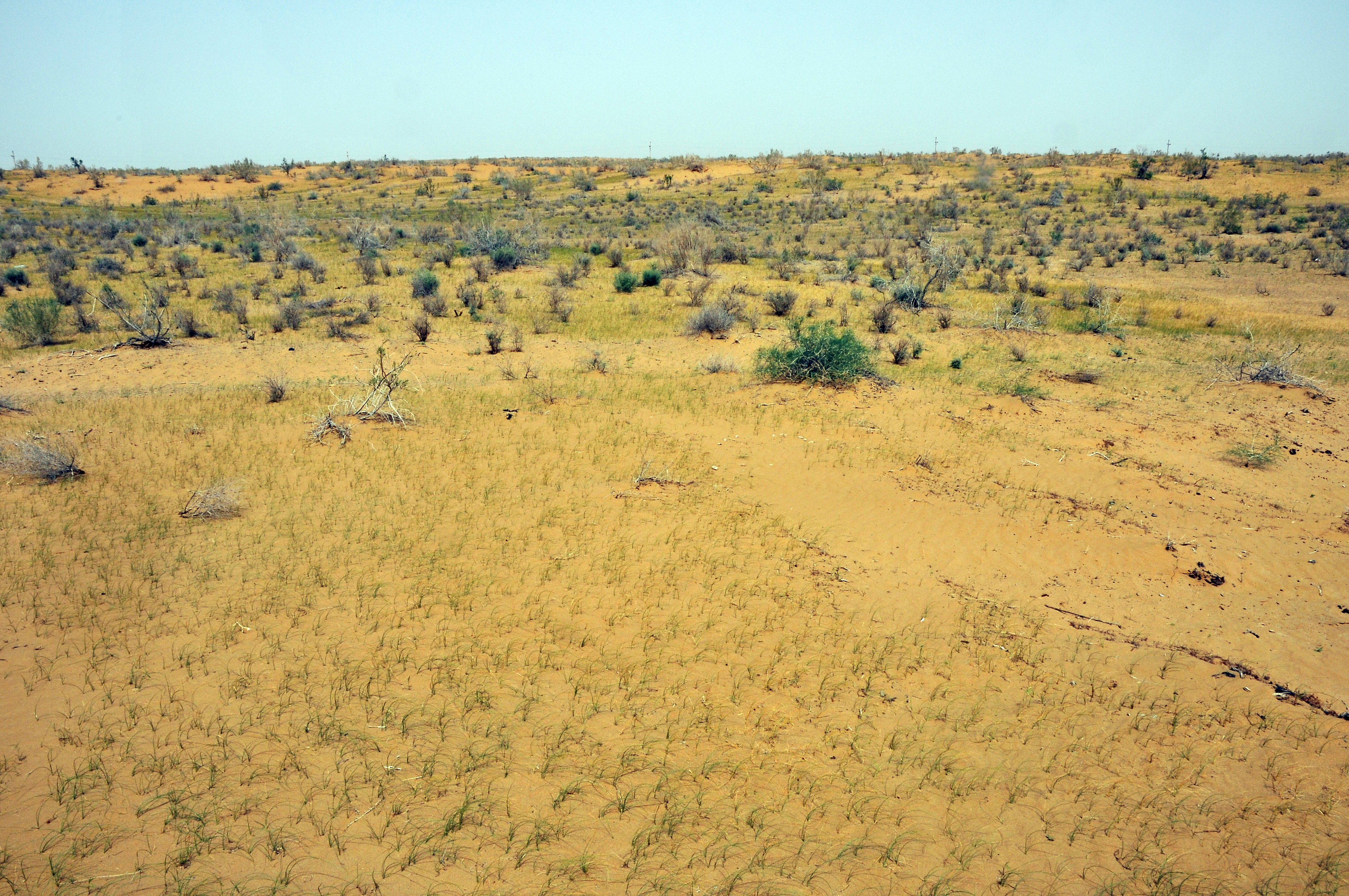
Южная часть пустыни Кызылкум

Через день после возвращения в Самарканд, до Бабура доходят неутешительные вести о захвате Бухары и прилегающих территорий Убайдулла-ханом, и о возможной атаке узбеков на Самарканд. После этого, в целях безопасности он вместе со своей семьей и частью приближенных отправляется в Гиссар. Опасения приближенных Бабура оправдываются, и вскоре Шейбаниды захватывают обратно Самарканд. Убайдулла-хан в честь себя и победы зачитывает в самаркандской мечети хутбу. Историк Рузбех Исфахани в своей книге «Сулюк-уль-Мульк» пишет, что «Убайдулла-хан ради приличия, и словно как главный охотник, разделяющий добычу соратникам, отдал в дар титул верховного хана и трон Самарканда своему дяде Кучкунджи-хану, и разделил оставшиеся земли Мавераннахра своим родственникам». Таким образом, правителем всего Государства Шейбанидов стал родственник Бабура — внук Мирзо Улугбека Мирзо Кучкунджи-хан, так как он был старше всех шейбанидов.
Итогом этой битвы стало то, что Бабур окончательно потерял все земли в Мавераннахре, и окончательно отступил на юг, за рекой Джейхун (ныне Амударья). Эта битва позволила сохранить суннитскую веру населению Мавераннахра, защитниками которого стали сунниты — представители узбекской династии Шейбанидов.